# Staryj Sambir
Staryj Sambir (in ucraino Старий Самбір?) è una città dell'Ucraina (6 440 abitanti) situata nel distretto di Sambir nell'oblast' di Leopoli. Ospita l'amministrazione della comunità territoriale di Staryj Sambir, una delle comunità territoriali dell'Ucraina.
Fino al 18 luglio 2020 Staryj Sambir è stata il centro amministrativo del distretto di Staryj Sambir, abolito come parte della riforma amministrativa dell'Ucraina, che ha ridotto a sette il numero dei distretti dell'oblast' di Leopoli. L'area del distretto di Staryj Sambir è stata fusa nel distretto di Sambir.